# شحرور سربي
الشحرور السربي (الاسم العلمي: Agelaius) هو جنس من الطيور يتبع فصيلة الصفراويات من رتبة العصفوريات.

## أنواع الشحرور السربي
- شحرور أحمر الجناح
- شحرور أحمر الكتف
- شحرور ثلاثي الألوان
- شحرور أصحر الكتف
- شحرور أصفر الكتف